# 密度

量筒中有不同顏色、不同密度的不相溶液體

密度是指一物質單位體積下的質量，常用希臘字母ρ或是英文字母表示。在數學上，密度定義為質量除以體積的商 。即物體的質量與體積的比值：
{\displaystyle \rho ={\frac {m}{V}}}
其中ρ為密度，為質量，為體積。
有時（例如美國的石油業或天然氣產業）會將密度定義為單位體積的重量，不過在科學上是不精確的，此物理量應稱為比重量。

## 定义
密度是单位体积的物质具有的质量，即
{\displaystyle \rho ={\frac {\mathrm {d} m}{\mathrm {d} V}}}
式中，{\displaystyle m}为物体的质量，{\displaystyle V}为体积。对于质量分布均匀的物质，密度公式可简化为初等数学形式
{\displaystyle \rho ={\frac {m}{V}}}。
另外，密度還有一個定義，即：質量與體積的"比值"。

## 公式的变形——质量方程式
根据密度的定义式
{\displaystyle \rho ={\frac {\mathrm {d} m}{\mathrm {d} V}}}，
经变形，可以得到
{\displaystyle m=\int \rho \,\mathrm {d} V}。
上面的公式通常被称作质量方程。可以利用上式，并结合一些几何关系，从而求出自然界中任一物体的质量。该式适用于自然界中的任何物体或物质，且不受物质状态的影响。质量方程已经在凝聚态物理学、固体物理学、连续介质力学、流体力学等众多物理学分支的定量分析当中得到了广泛的应用。

## 单位
国际单位制中密度的单位是kg/m3，其它常用的单位有g/cm3，以及工程中常用的t/m3。

## 特性
密度反映了物质本身的一种特性，它因此可以受到外界因素的影响。一般来讲，影响物质密度的主要物理量为压强和温度。
气体密度受压强和温度的影响比较明显，通常气体只给出标准状况下或者常温常压下的密度，其他状况下的密度可以通过气体的状态方程（例如理想气体状态方程或范德瓦尔斯方程）计算。
液体的密度主要取决于液体的组分，受温度的影响比较小（但有时也不能忽略）。很高的压强也会产生明显影响。
固体的密度受温度和压强影响而变化的特性类似于液体，且一般更不明显。
此外，还有其他可能影响物质密度的物理因素，比如磁场、电场等。就整个自然界而言，特大的压力会使某些天体中物质的密度与常见密度相差悬殊。

## 密度及比容
比容（specific volume）是一物質單位質量下的體積，是密度的倒數：
{\displaystyle \ v={\frac {V}{m}}\ ={\rho }^{-1}}。
在熱力學中常用比容來描述一系統的特性，比容和密度都是內含性質，不隨物質的量而變化。

## 水的密度
| 温度 (°C)                    | 密度 (kg/m3)  |
| ---------------------------- | ------------- |
| +100                         | 958.0966      |
| +80                          | 971.7224      |
| +60                          | 983.2106      |
| +40                          | 992.2473      |
| +30                          | 995.6783      |
| +25                          | 997.0751      |
| +22                          | 997.8003      |
| +20                          | 998.2336      |
| +15                          | 999.1285111   |
| +10                          | 999.7281      |
| +4                           | 999.999999985 |
| 0                            | 999.8675      |
| -10                          | 998.1555      |
| -20                          | 993.6829      |
| -30                          | 984.5869      |
| 0 °C以下的密度值参看过冷水。 |               |

## 常见物质密度列表
下表中列出了部分均匀物质的密度。请注意，即使对于同一种物质，因为可能存在多种微观结构，也可能有不同的密度。对于某些混合物，因为采样的时间、地点不同，也可能有不同的数值（例如海水、汽油等）。下面的数据仅供粗略计算中参考。
| 物质               | 密度（g/cm3） |
| ------------------ | ------------- |
| 锇                 | 22.59         |
| 铱                 | 22.56         |
| 铂                 | 21.45         |
| 金                 | 19.30         |
| 钨                 | 19.25         |
| 铀                 | 19.05         |
| 汞                 | 13.58         |
| 钯                 | 12.023        |
| 铅                 | 11.34         |
| 银                 | 10.49         |
| 铜                 | 8.96          |
| 铁                 | 7.87          |
| 锡                 | 7.31          |
| 六氟化钨 (-9 C°)   | 4.560         |
| 钛                 | 4.507         |
| 钻石               | 3.5           |
| 铝                 | 2.7           |
| 硫酸               | 1.84          |
| 镁                 | 1.74          |
| 葡萄糖             | 1.54          |
| 聚对苯二甲酸乙二酯 | 1.38          |
| 氧 (-182.9 C°)     | 1.025         |
| 海水               | 1.025         |
| 水                 | 1.000         |
| 聚丙烯             | 0.946         |
| 冰 (0 C°)          | 0.917         |
| 乙醇               | 0.789         |
| 汽油               | 0.73          |
| 锂                 | 0.534         |
| 甲烷 (-162 C°)     | 0.423         |